# Арабу
Арабу (фр. Arabaux) насеље је и општина у јужној Француској у региону Миди Пирене, у департману Арјеж која припада префектури Фоа.
По подацима из 2011. године у општини је живело 56 становника, а густина насељености је износила 12,2 становника/km². Општина се простире на површини од 4,59 km². Налази се на средњој надморској висини од 500 метара (максималној 826 m, а минималној 395 m).

## Демографија
| 1962. | 1968. | 1975. | 1982. | 1990. | 1999. | 2011. |
| ----- | ----- | ----- | ----- | ----- | ----- | ----- |
| 36    | 47    | 37    | 55    | 47    | 54    | 56    |

График промене броја становника у току последњих година